# 1989 na ciência

## Eventos
- 25 de agosto - Chegada da Voyager 2 a Neptuno
- 12 de novembro - O físico inglês Tim Berners-Lee cria a World Wide Web

## Nascimentos
| Data | Nome | Profissão | Nacionalidade | Observações | Ref |
| ---- | ---- | --------- | ------------- | ----------- | --- |

## Mortes
| Data            | Nome                      | Profissão                                      | Nacionalidade                                       | Observações | Ref                                 |
| --------------- | ------------------------- | ---------------------------------------------- | --------------------------------------------------- | --- | ----------------------------------- |
| 3 de janeiro    | Sergei Sobolev            | matemático                                     | Império Russo                                       | n. 1908 |                                     |
| 7 de janeiro    | Frank Adams               | matemático                                     | Reino Unido                                         | n. 1930 Medalha Sylvester 1982 | [ 1 ]                               |
| 9 de janeiro    | Marshall Harvey Stone     | matemático                                     | Estados Unidos                                      | n. 1903 |                                     |
| 22 de janeiro   | Sydney Goldstein          | matemático                                     | Reino Unido da Grã-Bretanha e Irlanda               | n. 1903 Medalha Timoshenko 1965 | [ 2 ]                               |
| 14 de fevereiro | James Bond                | ornitólogo                                     | Estados Unidos                                      | n. 1900 | [ 3 ]                               |
| 17 de março     | Den Hartog                | professor de engenharia mecânica               | Países Baixos                                       | n. 1901 Medalha Timoshenko 1972 | [ 2 ]                               |
| 18 de março     | Harold Jeffreys           | matemático, estatístico, geofísico e astrónomo | Reino Unido da Grã-Bretanha e Irlanda               | n. 1891 Medalha de Ouro da RAS 1937 Medalha Murchison 1939 Medalha Real 1948 Medalha William Bowie 1952 Medalha Copley 1960 Medalha Guy de Ouro 1962 Prémio Vetlesen 1962 Medalha Wollaston 1964 | [ 4 ] [ 5 ] [ 6 ] [ 7 ] [ 8 ] [ 9 ] |
| 22 de abril     | Emilio Gino Segrè         | físico                                         | Itália                                              | n. 1905 Nobel da Física 1959 | [ 10 ]                              |
| 27 de Junho     | Alfred Jules Ayer         | filósofo                                       | Reino Unido da Grã-Bretanha e Irlanda               | n. 1910 |                                     |
| 12 de agosto    | William Bradford Shockley | físico                                         | Estados Unidos                                      | n. 1910 Nobel da Física 1956 Medallha de Honra IEEE 1980 | [ 10 ] [ 11 ]                       |
| 4 de setembro   | Bernard Belleau           | farmacologista                                 | Canadá                                              | n. 1925 |                                     |
| 26 de outubro   | Charles J. Pedersen       | químico                                        | Estados Unidos                                      | m. 1904 Nobel da Química 1987 | [ 12 ]                              |
| 5 de dezembro   | Edoardo Amaldin           | físico                                         | Itália                                              | n. 1908 |                                     |
| 14 de dezembro  | Andrei Sakharov           | físico                                         | República Socialista Federativa Soviética da Rússia | n. 1921 Nobel da Paz 1975 Prémio Lenin 1956 Prémio Stalin 1954 |                                     |
| ??              | Reino Antero Hirvonen     | geodesista                                     | Império Russo (Grão-Ducado da Finlândia)            | n. 1908 |                                     |

## Prémios

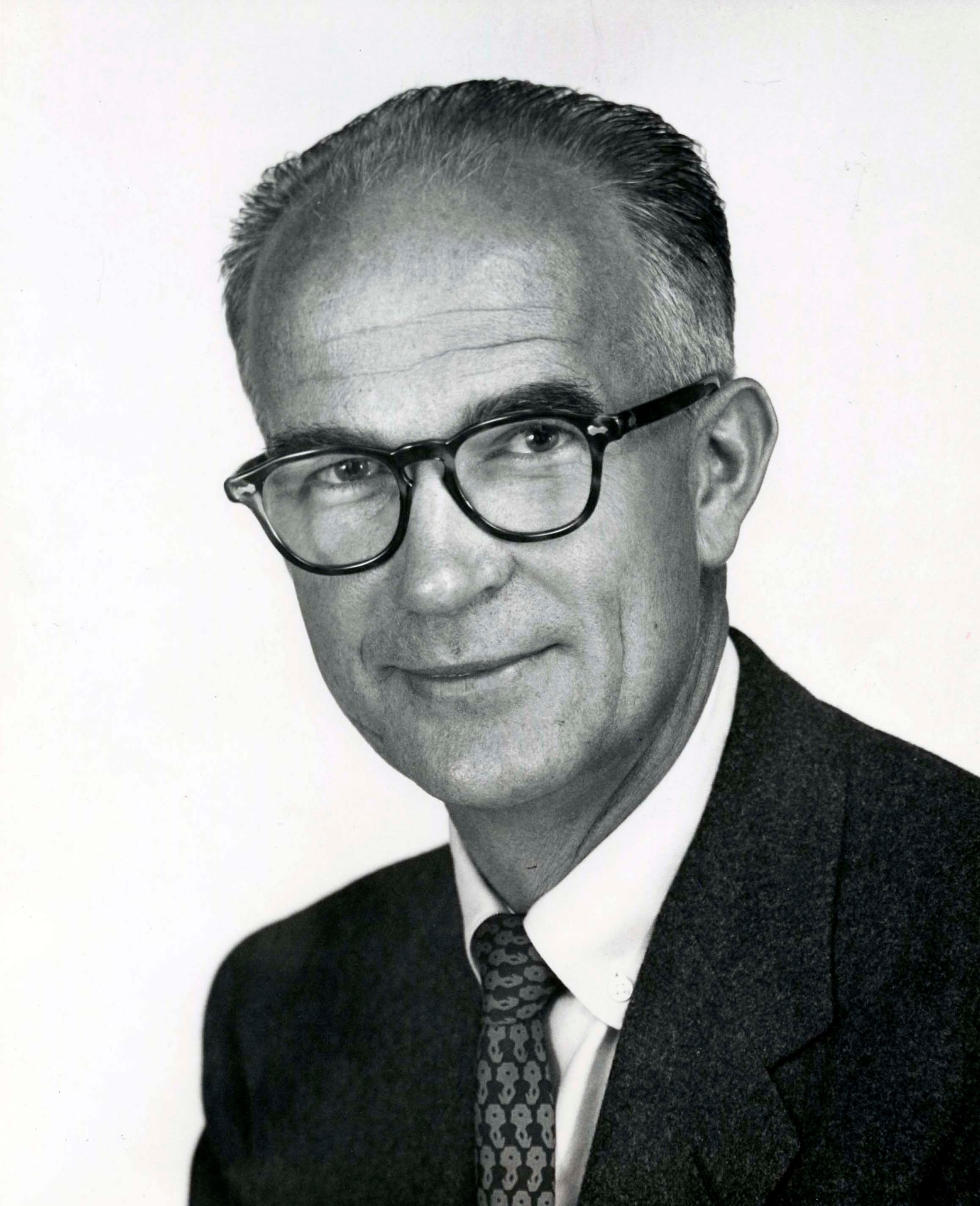
William Bradford Shockley
1910 - 1989

### Medalha Albert Einstein
- Markus Fierz[13]

### Medalha Bigsby
- Trevor Elliott[14]

### Medalha Bruce
- Adriaan Blaauw[15]

### Medalha Copley
- Cesar Milstein[4]

### Medalha Davy
- Francis Gordon Albert Stone[16]

### Medalha Hughes
- John Stewart Bell[17]

### Medalha De Morgan
- David George Kendall[18]

### Medalha de Ouro Lomonossov
- Hans Bethe[19] e Nicolay Gennadiyevich Basov[19]

### Medalha Real
- John Vane,[7] David Weatherall[7] e John Charles Polanyi[7]

### Prémio Charles Stark Draper
- Jack Kilby[20] e Robert Noyce[20]

### Prémio Fermat
- Abbas Bahri[21] e Kenneth Alan Ribet[21]

### Prémio Leroy P. Steele
- Alberto Calderón[22]

### Prémio Nobel
- Física - Hans G. Dehmelt,[10] Wolfgang Paul,[10] Norman F. Ramsey[10]
- Química - Sidney Altman,[12] Thomas R. Cech[12]
- Medicina - J. Michael Bishop,[23] Harold E. Varmus[23]
- Economia - Trygve Haavelmo[24]

### Prémio Turing
- William Kahan[25]

### Prémio Wolf de Matemática
- Alberto Calderón[26] e John Willard Milnor[26]

### Prémio Wolf de Medicina
- Edward Lewis[27] e John B. Gurdon[27]